# Challenge-Cup
La Challenge-Cup fu una competizione calcistica per club dell'Impero austro-ungarico, inaugurata nel 1897 e disputata per 10 edizioni, fino alla sua soppressione nel 1911.
Nonostante in epoca contemporanea possa essere considerata come una competizione internazionale, in realtà fu un torneo a carattere nazionale, il quale diede spunto in seguito alla costituzione della Coppa Mitropa.

## Storia
La Challenge-Cup nacque per volontà del britannico John Gramlick, uno dei fondatori del Vienna Cricket and Football-Club nel 1894. Era aperta a tutti i club della duplice monarchia ma, di fatto, vi presero parte solo squadre delle tre grandi metropoli austroungariche: Vienna, Budapest e Praga. Il regolamento originale prevedeva l'assegnazione del trofeo alla squadra capace di vincere tre edizioni - anche non consecutive - dello stesso, ma nel 1903 questa regola fu abolita. Questa competizione viene considerata come precursore della Coppa Mitropa (nata nel 1927) e della Coppa d'Austria.
Sebbene alcune fonti citino la vittoria del Budapesti TC nell'edizione 1909-1910, tale edizione non risulta aver mai avuto luogo.

## Albo d'oro
| Edizione | Data              | Vincitore               | Finalista        | Luogo                 | Risultato           |
| 1        | 21 novembre 1897  | Vienna Cricketer        | FC Wiener 1898   | Forstwiese, Vienna    | 7-0                 |
| 2        | 5 marzo 1899      | First Vienna            | Viktoria Vienna  | Jesuitenwiese, Vienna | 4-1                 |
| 3        | 11 marzo 1900     | First Vienna            | Vienna Cricketer | Vienna                | 2-0                 |
| 4        | 21 aprile 1901    | Wiener AC               | Slavia Praga     | WAC-Platz, Vienna     | 1-0                 |
| 5        | 18 maggio 1902    | Vienna Cricketer        | Budapesti TC     | Vienna                | 2-1                 |
| 6        | 24 maggio 1903    | Wiener AC               | ČAFC Vinohrady   | Vienna                | Vittoria a tavolino |
| 7        | 10 aprile 1904    | Wiener AC               | Vienna Cricketer | Vienna                | 7-0                 |
| 8        | 24 aprile 1905    | Wiener Sportvereinigung | Magyar AC        | Hohe Warte, Vienna    | 2-1                 |
| 9        | 13 giugno 1909    | Ferencváros             | Wiener SC        | Hohe Warte, Vienna    | 2-1                 |
| 10       | 24 settembre 1911 | Wiener Sport-Club       | Ferencváros      | Hohe Warte, Vienna    | 3-0                 |

## Riepilogo dei titoli

### Vittorie per club
| Club             | Vittorie |
| ---------------- | -------- |
| Wiener AC        | 3        |
| Vienna Cricketer | 2        |
| First Vienna     | 2        |
| Wiener SC        | 2        |
| Ferencváros      | 1        |

### Vittorie per nazione
| Paese    | Vittorie |
| -------- | -------- |
| Austria  | 9        |
| Ungheria | 1        |